# Japanische Zacken-Erdschildkröte
Die Japanische Zacken-Erdschildkröte (Geoemyda japonica) gehört zu den Zacken-Erdschildkröten (Geoemyda).

## Merkmale
Der Kopf und Hals dieser Schildkröte ist durch ein kräftiges Dunkelblau gefärbt und mit roten Streifen durchzogen. Diese Färbung wird mit zunehmendem Alter intensiver. Auch der Plastron (Bauchpanzer) und die Extremitäten der meisten Japanischen Zacken-Erdschildkröten sind dunkelblau gefärbt. Der Carapax (Rückenpanzer)  kann in verschiedenen Brauntönen oder gelblich gefärbt sein. Der hintere Rand des Carapax ist gezackt, dies verleiht der Japanischen Zacken-Erdschildkröte ihren Namen.
Aufgrund ihrer Färbung und der Zacken ähnelt diese Schildkröte einem Laubblatt und ist somit sehr gut in ihrer Umgebung getarnt.

## Lebensraum
Die Japanische Zacken-Erdschildkröte kommt auf den Ryūkyū-Inseln vor und ist dort unter dem Namen Ryūkyū-yamagame (jap. 琉球山亀) bekannt. Sie lebt dort endemisch nur noch auf den drei Inseln Okinawa, Tokashiki-jima und Kume-jima. Die Populationen dieser terrestrisch lebenden Schildkröten kommen in den Waldgebieten dieser Inseln vor. Auf den Inseln herrscht tropisches Regenklima ohne kühle Jahreszeit.

## Nahrung
Die Japanische Zacken-Erdschildkröte ernährt sich unter anderem von Insekten, Würmern und Schnecken.
Auch pflanzliche Kost gehört zum Nahrungsspektrum.

## Naturschutz und Gefährdung
Durch die zunehmende Habitatzerstörung (landwirtschaftliche Nutzung, Waldeinschlag) ist diese Art gefährdet. Haltung und Handel der Schildkröten sind in Japan stark reglementiert. Weiterhin wurden diese Tiere am 26. Juni 1975 zum „Nationalen Naturdenkmal“ erklärt, man trifft nun Schutzmaßnahmen um die natürlichen Biotope dieser Schildkröten zu erhalten.